# タッチストーン・ピクチャーズ
タッチストーン・ピクチャーズ（Touchstone Pictures）は、ウォルト・ディズニー・カンパニー（ウォルト・ディズニー・スタジオ）の映画部門の1つである。
タッチストーンのレーベルからリリースされた長編映画は、ウォルト・ディズニー・スタジオが製作と資金提供を行い、典型的なディズニー作品よりも大人向けの完成度の高いテーマを取り上げた。したがって、タッチストーンはスタジオのブランドに過ぎず、独立した事業としては存在しなかった。1984年2月15日に設立されたタッチストーンは、当時ディズニーのCEOであったロナルド・W・ミラーによってタッチストーン・フィルムとして設立され、1980年代から2010年代初頭にかけてウォルト・ディズニー・スタジオにおける映画製作部門として活動し、同スタジオのPG-13およびR指定映画の大半を公開した。2009年、ディズニーはドリームワークスと5年間で30本の映画の配給契約を結び、ドリームワークスの作品はタッチストーンを通じて公開されることになった。2011年から2016年にかけてドリームワークスの映画を配給した。ドリームワークスとの最終契約作品である『光をくれた人』の公開後、タッチストーンのレーベルは引退した。

## バックグラウンド
ディズニー映画が子供や家族向けであるというイメージが広まり、ウォルト・ディズニー・プロダクションの作品は興行的にも伸び悩んだ。これは1975年、『星の国から来た仲間』と1978年の続編『続・星の国から来た仲間』の公開から始まった。1979年後半、ウォルト・ディズニー・プロダクションはSF映画（ただし、同社は『ブラックホール』公開のほぼ1年前に、ブエナ・ビスタ・ディストリビューションを通じて初のPG指定を受けた映画『Take Down』を既に公開していた）でPG指定を受けた最初の映画作品『ブラックホール』を公開した。
その後の数年間、ディズニーは、ホラーミステリー映画『呪われた森』、スパイをテーマにしたコメディ映画『コンドルマン』、パラマウント・ピクチャーズとの共同制作によるファンタジー大作『ドラゴンスレイヤー』など、より多くのPG指定作品を発表してきた。スリラードラマ映画『気球の8人』やSF映画『トロン』など、1982年のディズニーのPG指定映画で、同社は2700万ドル以上の損失を出した。『トロン』は、映画部門ではスター・ウォーズに匹敵する成功作になる可能性があると考えられていた。
1982年後半、ディズニーの製作担当副社長トム・ウィルハイトは、新しいブランドでより大人向けの映画を製作し、公開すると発表した。ウィルハイトはニューヨーク・タイムズ紙に以下のように語っている。「我々は恐怖や搾取的なセックスに陥ることはない。しかし、ディズニー以外の名前を使うことで、大人向けの内容において自由度が増し、ユーモアを付け加えることができる。」この新しいブランドのもとで公開されると期待されている最初の映画の1つに、マーゴット・キダーとロバート・ヘイズが主演した推理コメディ映画『トレンチコート/危険な追跡』があった。1983年3月11日にこの映画が公開されたときには、公開された作品に制作会社のクレジットは含まれていなかった。
1983年には3,300万ドルの損失を計上したが、これは主にレイ・ブラッドベリのホラー・ファンタジー小説『何かが道をやってくる』、エリオット・グールドとビル・コスビー主演のホラー・コメディ『デビルとマックス/悪魔が天使?』、ドラマ『テックス』と『ネバー・クライ・ウルフ』（後者は男性ヌードの描写によるPG指定で公開）などの映画によるもので、スタジオが映画とディズニーブランドとの関係を軽視したため、うまくいった。

## 歴史

### タッチストーン・フィルム
タッチストーン・フィルムは1984年2月15日、当時ディズニーのCEOロナルド・W・ミラーはPG指定を受けるような大人向けのディズニー映画を作るための部門として設立され、そのレーベルから3～4本の映画が公開される予定である。タッチストーンが製作した映画の第1作目となったのは『スプラッシュ』で、その年には国内興行収入6800万ドルという大ヒットを記録した。1989年2月1日、ディズニーの新CEOマイケル・アイズナーと、映画部門の責任者ジェフリー・カッツェンバーグは、レーベルの名称をハリウッド・ピクチャーズに変更することを検討していた。
1986年には、『ビバリーヒルズ・バム』もタッチストーンの初期のヒット作で、ディズニー初のR指定映画となり、1987年にはディズニー初のPG-13指定映画『ベビーシッター・アドベンチャー』が続いた。ディズニーはPG-13とR指定の映画を追加し、『殺したい女』（1986）、『うるさい女たち』（1987）、『ティンメン 事の起こりはキャデラック』（1987）などの人気作品で勢いを増した。1985年4月、タッチストーン・フィルムの映画は、1986年から5年間、ショウタイム/ムービー・チャンネルに放送する契約を結んだ。

### タッチストーン・ピクチャーズ
タッチストーン・フィルムは、1986年に『殺したい女』の公開後にタッチストーン・ピクチャーズに改名された。タッチストーン作品は、タッチストーン作品の公開により、ディズニーは1988年までに他の映画スタジオを抑えて興行収入でトップに躍り出た。1988年4月13日、タッチストーンは新たに社長に就任したリカルド・メストレスとともにウォルト・ディズニー・ピクチャーズの一部門となった。また、1988年にタッチストーン/ディズニー/アンブリンの実写/アニメーションのハイブリッド映画『ロジャー・ラビット』（ゲイリー・K・ウルフによる1981年の小説『Who Censored Roger Rabbit?』が大まかに基づいている）が公開され、1993年に別のタッチストーンのアニメーション映画『ナイトメアー・ビフォア・クリスマス』が公開された。
1990年10月23日、ウォルト・ディズニー・カンパニーは、映画会社の主要な資金源として提携していたシルバー・スクリーン・パートナーズ・シリーズに取って代わるものとして、タッチウッド・パシフィック・パートナーズIを設立した。
1988年12月2日までに複数の製作会社が映画製作から手を引いたり、オフィスを閉鎖したりしたため、ウォルト・ディズニー・スタジオは、その穴を埋めるために、タッチストーンと共同でマーケティングと配給のみを行う部門としてハリウッド・ピクチャーズを設立すると発表した。メストレスはハリウッドの社長に就任した。1992年7月27日、タッチストーンはマーチャント・アイボリー・プロダクションと3年間の独占的な製作および配給契約に合意した。
ディズニーは、2003年に『パイレーツ・オブ・カリビアン/呪われた海賊たち』というディズニー・ブランドの映画を成功させたほか、1980年代から1990年代には「タッチストーン」や「ハリウッド・ピクチャーズ」の映画としてリリースされていた映画を、 「タッチストーン」 から離れたディズニー・ブランドの映画に重点を置いた。2006年、ディズニーは映画業界の費用増加を理由に、タッチストーンの作品を2、3作品に絞り、ウォルト・ディズニー・ピクチャーズの作品を優先した。ディズニーは、2007年に複数ブランドの使用を縮小することを示唆し、2月にタッチストーン・テレビジョンの名称をABCテレビジョン・スタジオに改称し、4月にブエナ・ビスタのブランドを完全に撤廃した。2010年1月14日、ショーン・ベイリーがウォルト・ディズニー・スタジオの実写製作部門の責任者に任命され、ウォルト・ディズニー・ピクチャーズとタッチストーンの全作品を統括することになった。

### 配給レーベル
ディズニーは2009年にタッチストーンを復活させ、ドリームワークスの映画の配給レーベルとした。ディズニーは、ドリームワークスが追加の出資を得られなかった場合、合意に基づき9000万ドルを追加調達してドリームワークスのプロダクションに出資した。2012年、ディズニーは売却の可能性も含め、タッチストーンの運命を検討する初期段階にあったと報じられている。
ディズニーが2013年にジェリー・ブラッカイマー・フィルムズとの長年の契約を更新しないと決定したことを受けて、プロデューサーのジェリー・ブラッカイマーは、タッチストーン・レーベルの製作を再開することにこだわっていると明かした。ディズニーは興味を示さず、スタジオの会長アラン・ホルンは、タッチストーン作品はドリームワークスの作品を配給するために縮小されたことを認めた。ドリームワークスの映画に加えて、タッチストーンは『ノミオとジュリエット』『風立ちぬ』『ストレンジ・マジック』といったディズニー・ブランドではないアニメ映画も公開した。
2016年8月のドリームワークスとの契約終了までに、ディズニーはドリームワークスの当初の30作品契約のうち14作品を配給し、13作品はタッチストーンを通じて配給した。この契約は、『光をくれた人』がディズニーがタッチストーンの名義で公開した最後の劇場用映画となり、終了した。その後、ユニバーサル・ピクチャーズがディズニーに代わってドリームワークスの配給会社となった。ディズニーは、これらのドリームワークスの映画に対する権利を、スタジオの未払い融資の補償として永久に保持した。

### その後
『光をくれた人』の公開後の2016年時点で、このブランドは閉鎖され、廃止された。それ以来、他のいくつかのディズニー部門は、Disney+とHulu向けに、『ターナー&フーチ/すてきな相棒』、『ハイフィデリティ』、『スリーメン&ベビー』、『天使にラブ・ソングを…』、『リアル・スティール』など、これまでのタッチストーンの作品をベースにしたテレビシリーズや映画を製作したり、開発したりしている。

## フィルムライブラリー
タッチストーン・ピクチャーズのよく知られている作品には、『フォエバー・フレンズ』、『ターナー&フーチ/すてきな相棒』、『スプラッシュ』、『ウォーターボーイ』、『ハスラー2』、『グッドモーニング, ベトナム』、『ロジャー・ラビット』、『いまを生きる』、『プリティ・ウーマン』、『天使にラブ・ソングを…』、『エド・ウッド』、『ディック・トレイシー』、『インサイダー』、『ザ・ロイヤル・テネンバウムズ』、『メラニーは行く!』、『銀河ヒッチハイク・ガイド』、『ヘルプ 〜心がつなぐストーリー〜』、『戦火の馬』、『リンカーン』、『ブリッジ・オブ・スパイ』などがある。その映画の最高興行収入は『アルマゲドン』である。ウォルト・ディズニー・スタジオによって制作されたアニメーション映画は、主にウォルト・ディズニー・ピクチャーズによって公開されているが、タッチストーンのアニメーション作品には、『ナイトメアー・ビフォア・クリスマス』、『ノミオとジュリエット』、『風立ちぬ』、『ストレンジ・マジック』などのオリジナル劇場公開作品がある。6本のタッチストーン作品がアカデミー賞作品賞に『いまを生きる』、『インサイダー』、『ヘルプ 〜心がつなぐストーリー〜』、『戦火の馬』、『リンカーン』、『ブリッジ・オブ・スパイ』がノミネートとなった。
タッチストーンを通じて、ディズニー初のR指定映画『ビバリーヒルズ・バム』は1986年1月31日に公開され、興行的に大成功を収めた。『殺したい女』は1986年6月27日に続き、大成功を収めた。どちらの映画も、ディズニーと6本の映画契約を結び、 『フォエバー・フレンズ』や『うるさい女たち』とともにヒット作で再び映画界の大スターとなったベット・ミドラーが主演したものだ。
タッチストーン作品の主なプロデューサーの1人は、1993年から2014年までディズニーと製作契約を結んでいたジェリー・ブラッカイマーだった。彼のタッチストーンのタイトルには、『サイレントナイト/こんな人質もうこりごり』、『コン・エアー』、『アルマゲドン』、『エネミー・オブ・アメリカ』、『60セカンズ』、『コヨーテ・アグリー』、『パール・ハーバー』などがある。さらに、ブラッカイマーはディズニーやハリウッドのレーベルからリリースされた他の映画もいくつか製作している。

## ゲーム作品
- テュロック